# Mabayani-See
Der Mabayani-See ist ein Stausee in der Region Tanga im Norden Tansanias.

## Beschreibung
In den 1970er Jahren wurde der Fluss Sigi mit deutschen Finanzhilfen (unter anderem von der KfW-Bank) aufgestaut, um die Trinkwasserversorgung für die zwölf Kilometer entfernte Stadt Tanga zu gewährleisten. Dieser 1978 fertiggestellte Staudamm mit Ton-Kern wurde in der Nähe des Dorfes Mabayani errichtet, daher trägt er auch seinen Namen.